# میانه باگر
میانه باگر (به انگلیسی: Mianne Bagger) گلف باز است. او متولد ۲۵ دسامبر ۱۹۶۶ است. او یک زن ترنس است. او پس از انجام مراحل تطبیق و بازتایید جنسیت در گلف زنان فعالیت کرد.